# Oded Brandwein
Oded Brandwein (in ebraico עודד ברנדווין‎?; Petah Tiqwa, 15 febbraio 1988) è un cestista israeliano con cittadinanza polacca.

## Palmarès
- Lega Balcanica: 1

Hapoel Holon: 2020-21
- Coppa di Lega israeliana: 1

Maccabi Tel Aviv: 2021